# Ian Machado Garry
Ian Machado Garry (ur. 17 listopada 1997 w Portmarnock) – irlandzki zawodnik mieszanych sztuk walki (MMA). Były mistrz organizacji Cage Warriors w wadze półśredniej. Aktualnie związany z organizacją UFC.

## Życiorys
Garry zaczął trenować boks w wieku 10 lat, a kiedy Conor McGregor zwrócił uwagę na MMA w Irlandii, Garry zainspirował się do trenowania judo, aby poszerzyć swoje umiejętności sztuk walki. W wieku 18 lat zdobył czarny pas w judo. Po kilku miesiącach uczęszczania na Dublin Institute of Technology porzucił naukę, aby skupić się na sztukach walki. Swoją pierwszą amatorską walkę stoczył zaraz po ukończeniu 19 lat, a zawodowo zadebiutował w wieku 21 lat.

## Kariera MMA

### Amatorstwo i Cage Warriors
Zadebiutował w walkach amatorskich w listopadzie 2017 roku i zakończył karierę amatorską rok później 2018 roku, zdobywając rekord sześciu zwycięstw i jednej porażki. 
Zawodowo zadebiutował w lutym 2019 roku na gali Cage Warriors 101, gdzie wygrał z Jamesem Sheehanem przez jednogłośną decyzję. Garry na galach Cage Warriors występował jeszcze pięciokrotnie, wszystkie walki zwyciężając przed upływem regulaminowego czasu. 
W czerwcu 2021 roku, na gali Cage Warriors 125 zmierzył się z Jackiem Grantem w walce o mistrzostwo organizacji. Walkę zwyciężył przez jednogłośną decyzję.

### UFC
W lipcu 2021 roku jako panujący mistrz wagi półśredniej Cage Warriors ogłosił, że podpisał kontrakt z UFC. Data jego debiutu przypadła na 6 listopada 2021 roku, a rywalem został Jordan Williams. Garry odniósł zwycięstwo w pierwszej rundzie na gali UFC 268. 
W następnym pojedynku dla amerykańskiej organizacji Garry zmierzył się z Darianem Weeksem w kwietniu 2022 roku na gali UFC 273. Wygrał walkę jednogłośną decyzją. 
Do kolejnej walki Garrego w UFC doszło 2 lipca 2022 roku na gali UFC 276. Wówczas pokonał przez jednogłośną decyzję Gabriela Greena.
4 marca 2023 roku na UFC 285 zmierzył się z Kenanem Songiem. Zwyciężył walkę przez techniczny nokaut w trzeciej rundzie.
13 maja 2023 skrzyżował rękawice z Danielem Rodriguezem na UFC on ABC 4. W pierwszej rundzie Irlandczyk trafił rywala wysokim kopnięciem, po czym zasypał go gradem ciosów w parterze. To zwycięstwo przyniosło mu pierwszą nagrodę bonusową w kategorii występ wieczoru. 
19 sierpnia 2023 miał zmierzyć się z Geoffem Nealem na UFC 292, jednak Amerykanin wycofał się z powodów zdrowotnych i został zastąpiony przez Neila Magny’ego. Garry zdominował rywala w stójce, głównie przez niskie kopnięcia i wygrał walkę jednogłośną decyzją sędziów. 
Podczas gali UFC 296, która została zaplanowana na 16 grudnia 2023 w Las Vegas, miał zmierzyć się z doświadczonym Brazylijczykiem, Vicente Luque. Ostatecznie jednak pojedynek nie doszedł do skutku z powodu zapalenia płuc Irandczyka. 
9 marca 2024 na gali UFC 299 ponownie miał zmierzyć się z Geoffem Nealem, jednak pojedynek obu zawodników z nieznanych przyczyn przeniesiono na UFC 298, która odbyła się 17 lutego 2024. Zwyciężył przez niejednogłośną decyzję sędziów. Jeden z nich punktował 29-28 dla Neala, a pozostali 30-27 dla Garry’ego. 
29 czerwca 2024 podczas wydarzenia UFC 303 stoczył walkę z Anglikiem, Michaelem Page'em. Zwyciężył przez jednogłośną decyzję sędziów.  
W kolejnej walce Garry miał się zmierzyć z Amerykaninem, Joaquinem Buckley'em 14 grudnia 2024 na UFC on ESPN 63, jednak ostatecznie zmierzył z niepokonanym Kazachem, Szawkatem Rachmonowem 7 grudnia 2024 na UFC 310. Przegrał jednogłośną decyzją sędziów na pełnym dystansie pięciu rund, notując tym samym pierwszą zawodową porażkę w karierze.  
W walce wieczoru gali UFC on ESPN 66, która odbyła się 26 kwietnia 2025 w Kansas City, skrzyżował rękawice z Carlosem Pratesem. Garry powrócił na zwycięskie tory, pokonując Brazylijczyka werdyktem jednogłośnym po pięciorundowym starciu.  

## Życie prywatne
Garry poślubił angielską prezenterkę telewizyjną, Laylę Annę-Lee w Las Vegas 26 lutego 2022 r. W kwietniu 2022 roku ogłoszono, że wraz z żoną spodziewają się pierwszego dziecka. W październiku 2022 roku ogłosił narodziny syna.

## Osiągnięcia

### Mieszane sztuki walki
- Cage Warriors
  - 2021: Mistrz Cage Warriors w wadze półśredniej

## Lista zawodowych walk MMA
| Wynik     | Bilans | Przeciwnik (bilans przed walką) | Rozstrzygnięcie                           | Runda | Czas | Rozgrywki                                 | Data       | Miejsce     | Uwagi                                                                        |
| --------- | ------ | ------------------------------- | ----------------------------------------- | ----- | ---- | ----------------------------------------- | ---------- | ----------- | ---------------------------------------------------------------------------- |
| Wygrana   | 16-1   | Carlos Prates (21-6)            | Decyzja (jednogłośna)                     | 5     | 5:00 | UFC Fight Night: Machado Garry vs. Prates | 26.04.2025 | Kansas City | Main Event                                                                   |
| Przegrana | 15-1   | Szawkat Rachmonow (18-0)        | Decyzja (jednogłośna)                     | 5     | 5:00 | UFC 310                                   | 07.12.2024 | Las Vegas   | Eliminator do walki o pas mistrzowski UFC w wadze półśredniej. Co-Main Event |
| Wygrana   | 15-0   | Michael Page (22-2)             | Decyzja (jednogłośna)                     | 3     | 5:00 | UFC 303                                   | 29.06.2024 | Las Vegas   |                                                                              |
| Wygrana   | 14-0   | Geoff Neal (15-5)               | Decyzja (niejednogłośna)                  | 3     | 5:00 | UFC 298                                   | 17.02.2024 | Anaheim     |                                                                              |
| Wygrana   | 13-0   | Neil Magny (28-10)              | Decyzja (jednogłośna)                     | 3     | 5:00 | UFC 292                                   | 19.08.2023 | Boston      |                                                                              |
| Wygrana   | 12-0   | Daniel Rodriguez (17-3)         | TKO (wysokie kopnięcie i ciosy pięściami) | 1     | 2:57 | UFC Fight Night: Rozenstruik vs. Almeida  | 13.05.2023 | Charlotte   | Bonus za występ wieczoru.                                                    |
| Wygrana   | 11-0   | Kenan Song (19-6)               | TKO (ciosy pięściami)                     | 3     | 4:22 | UFC 285                                   | 04.03.2023 | Las Vegas   |                                                                              |
| Wygrana   | 10-0   | Gabriel Green (11-3)            | Decyzja (jednogłośna)                     | 3     | 5:00 | UFC 276                                   | 02.07.2022 | Las Vegas   |                                                                              |
| Wygrana   | 9-0    | Darian Weeks (5-1)              | Decyzja (jednogłośna)                     | 3     | 5:00 | UFC 273                                   | 09.04.2022 | Phoenix     |                                                                              |
| Wygrana   | 8-0    | Jordan Williams (9-5)           | KO (ciosy pięściami)                      | 1     | 4:59 | UFC 268                                   | 06.11.2021 | Nowy Jork   | Debiut w UFC.                                                                |
| Wygrana   | 7-0    | Jack Grant (17-6)               | Decyzja (jednogłośna)                     | 5     | 5:00 | Cage Warriors 125                         | 26.06.2021 | Londyn      | Zdobył pas mistrzowski Cage Warriors w wadze półśredniej.                    |
| Wygrana   | 6-0    | Rostem Akman (6-2)              | KO (kopnięcie na głowę)                   | 2     | 2:28 | Cage Warriors 121                         | 19.03.2021 | Liverpool   |                                                                              |
| Wygrana   | 5-0    | Lawrence Tracey (5-4)           | TKO (ciosy pięściami)                     | 1     | 4:02 | Cage Warriors 119                         | 12.12.2020 | Londyn      |                                                                              |
| Wygrana   | 4-0    | George McManus (2-1)            | TKO (ciosy i kopnięcie w głowę)           | 2     | 3:17 | Cage Warriors 115                         | 25.09.2020 | Manchester  |                                                                              |
| Wygrana   | 3-0    | Mateusz Figlak (2-0)            | Poddanie (duszenie zza pleców)            | 1     | 3:41 | Cage Warriors 110                         | 09.11.2019 | Cork        |                                                                              |
| Wygrana   | 2-0    | Matteo Ceglia (4-0)             | TKO (latające kolano)                     | 2     | 1:01 | Cage Warriors: Unplugged 2                | 06.09.2019 | Londyn      | Limit umowny -80,3 kg.                                                       |
| Wygrana   | 1-0    | James Sheehan (1-1)             | Decyzja (jednogłośna)                     | 3     | 5:00 | Cage Warriors 101                         | 16.02.2019 | Liverpool   |                                                                              |